# Amoghadarshin
Amoghadarshin (Sanskrit अमोघदर्शिन्, Amoghadarśin Unfehlbarer Blick) ist im Buddhismus einer der Bodhisattvas.
Er gilt als einer der wenig bekannten Bodhisattvas, da er in klassischen buddhistischen Schriften nur zweimal im Nishpannayogavali des im 11./12. Jahrhundert lebenden Lama Abhayakaragupta erwähnt wird. Das erste Mal erscheint er wie der Adibuddha Akshobhya und wird dementsprechend seiner Familie (Kula) zugeordnet. In der zweiten Erwähnung erscheint er gelb, in der rechten Hand hält er eine Lotusblüte, die linke hält er an seine Hüfte.